# Алфред Пльотц
Алфред Пльотц (на немски: Alfred Ploetz) е германски лекар. Заедно с Вилхелм Шалмайер извеждат теорията за расовата хигиена по време на Ваймарската република, базирана на постиженията на евгениката в Германия. Пльотц въвежда понятието за расова хигиена в употреба.
Във връзка със 70-ия му рожден ден на 22 август 1930 г. е избран за почетен доктор на Мюнхенския университет.
През 1937 г. на 77-годишна възраст става член на нацистката партия.